# غراي دورسي
غراي دورسي (بالإنجليزية: Gray Dorsey)‏ هو فيلسوف أمريكي، ولد في 1918، وتوفي في 20 يوليو 1997.